# آلن کودلینگ
آلن کودلینگ (انگلیسی: Allan Codling; ۲۴ فوریهٔ ۱۹۱۱ – ۱۹۹۱ (۷۹−۸۰ سال)) بازیکن فوتبال اهل بریتانیا بود.
از باشگاه‌هایی که در آن بازی کرده‌است می‌توان به باشگاه فوتبال دارلینگتون، باشگاه فوتبال هارتل پول یونایتد، باشگاه فوتبال بولتون واندررز، باشگاه فوتبال ویتبای تاون، باشگاه فوتبال گرزلی، و باشگاه فوتبال لیتون اورینت اشاره کرد.